# Oxytropis hypoglottoides
Oxytropis hypoglottoides är en ärtväxtart som först beskrevs av John Gilbert Baker, och fick sitt nu gällande namn av Syed Irtifaq Ali. Oxytropis hypoglottoides ingår i släktet klovedlar, och familjen ärtväxter. Inga underarter finns listade i Catalogue of Life.